# 张温 (后唐)
张温（？—935年），字德润，五代十国时魏州魏县人。
张温开始在后梁太祖朱温麾下为步直小将，转任崇明都校。梁末帝朱友贞时，跟随刘鄩平叛徐州，担任左右捉生都指挥使。916年六月，朱友贞派张温率领五百士卒前往救援，张温率领军队投降了晋王李存勗，到邢州劝说阎宝投降。张温担任永清都校。攻袭契丹有功。后屯兵雁门，逐契丹出塞。历任武州、蔚州两州刺史，振武、昭武两镇留后，洋州武定军节度使等职。官至晋州建雄军节度使，在任上病故。